# Cours Cambronne
Pour les articles homonymes, voir Cambronne.
Le cours Cambronne est un square de Nantes, en France.

## Situation et accès
Située dans le centre-ville de Nantes, le square long d'environ 180 mètres sur 50 mètres de large représentant une superficie de 8 762 m2, ses accès se font par l'intermédiaire de grilles de fer forgé situées à ses deux extrémités rue Piron à l'est et rue des Cadeniers à l'ouest. La grille ouest est de plus encadrée par deux guérites de pierre. Le cours est bordé par une rangée d'immeubles identiques sur les côtés nord (donnant rue Gresset) et sud (donnant rue de l'Héronnière).
Au centre du cours trône une statue de Pierre Cambronne, due au sculpteur nantais, installé à Paris, Jean Debay. L’œuvre repose sur un socle dessiné par Henri-Théodore Driollet. On trouve également sur le cours l'une des cinq fontaines Wallace de Nantes, le sculpteur de ces fontaines, Charles-Auguste Lebourg, étant lui aussi d'origine nantaise.
Le cours est planté de tilleuls argentés, de magnolias à grandes fleurs, orné de boulingrins et de massifs fleuris.

## Origine du nom
Il porte le nom du général d'Empire Pierre Cambronne, cette dénomination entérinant un usage en vigueur au sein de la population nantaise depuis l'installation de la statue de ce général en 1848.

## Historique

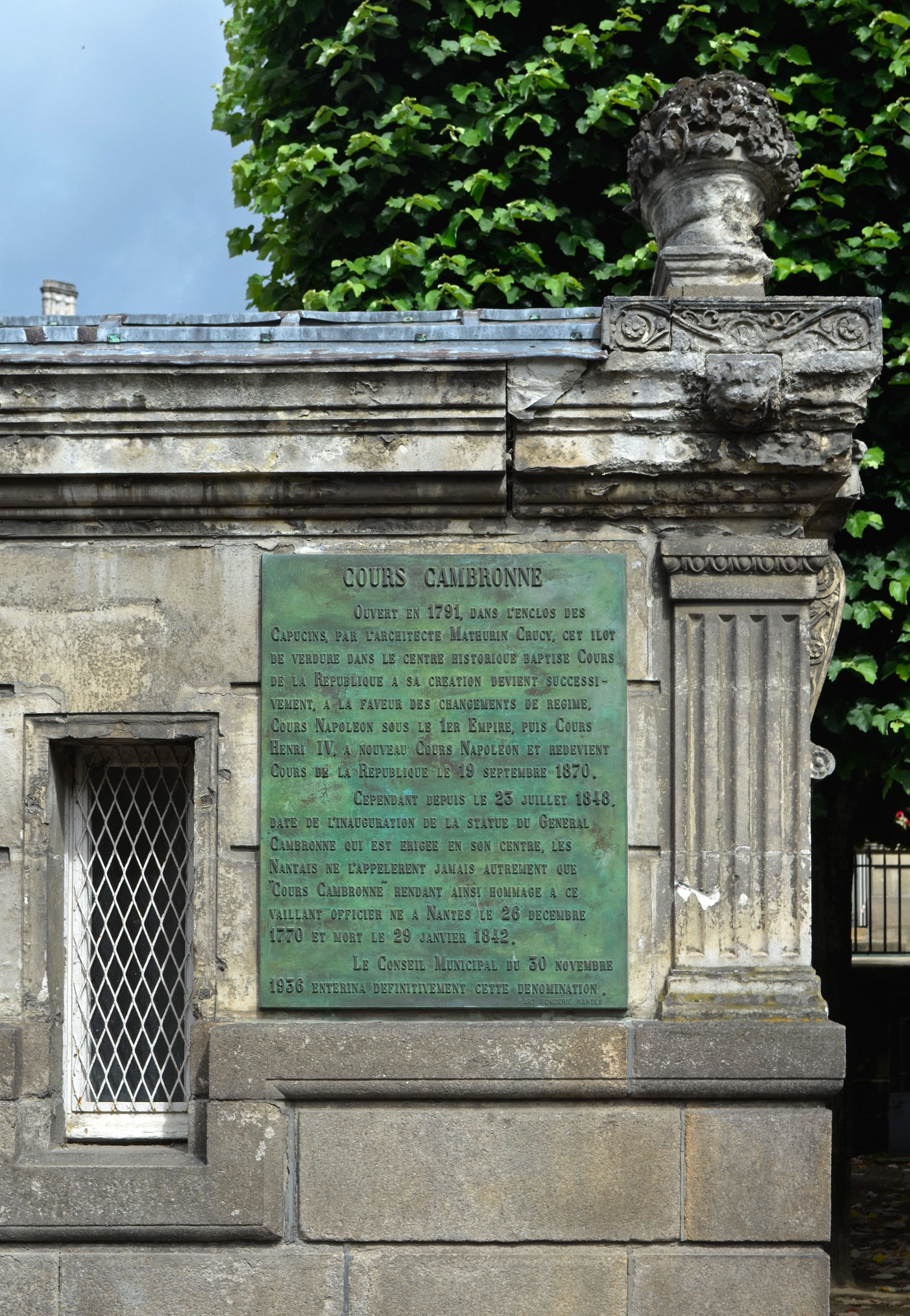
Plaque sur le mur de la guérite, à l'entrée ouest du Cours retraçant son historique

La congrégation religieuse catholique des Capucins arrive à Nantes en 1593, et est installée par le duc de Mercœur dans le faubourg du Marchix (aujourd'hui quartier de la place de Bretagne). En 1629, les religieux fondent, au-dessus du quai de la Fosse, un nouveau couvent, disposant d'un domaine. La chapelle du couvent se situait au niveau de l'actuelle rue Piron ; le cloître se trouvait à peu près au niveau de l'actuel no 4 de la rue de l'Héronnière ; un petit bois s'étendait au niveau des actuelles rue Voltaire et Gresset.
L'esplanade actuelle proprement dite était occupée par les jardins et le verger du couvent. Au milieu du XVIIIe siècle, François Bonamy fait appel au « frère Louis » pour planter les plantes exotiques et rares, reçues d'autres villes ou de l'étranger, dans le jardin du couvent des Capucins. En effet, à cette époque, le manque de moyens rend inutilisable le jardin des apothicaires, ouvert à tous vents et sujet au pillage.
À partir de 1777, sous l'impulsion de Jean-Joseph-Louis Graslin, un nouveau quartier voit le jour. L'aménagement de la place de la Comédie est rendue difficile par les dure négociation nécessaire avec les Capucins pour obtenir qu'ils cèdent une petite partie de leur terrain. En 1791, le couvent devient bien national, et la mairie de Nantes achète le terrain. Il est aménagé suivant les plans de l'architecte nantais Mathurin Crucy, qui fixe les normes de construction. Les parcelles sont vendues par lot, la première transaction concernant la chapelle de l'ancien couvent, en 1792.
L'édification de l'immeuble bordant l'angle avec la rue Piron fut menée à bien grâce un prêt de 20 000 francs consenti au jeune entrepreneur Jean-Pierre Garreau par le célèbre général d'Empire Pierre Cambronne.
Le 28 juillet 1848 a lieu l'inauguration de la statue de Pierre Cambronne, œuvre de Jean Debay, reposant sur un socle dessiné par Henri-Théodore Driollet.
En 1890, un kiosque à musique y est construit près de la statue de Cambronne (sur son côté est) afin d'accueillir l'orchestre des théâtres municipaux qui donne quatre soirs par semaine des concerts payants. Tous les jeudis, la musique des régiments de la garnison fait de même avec des concerts gratuits. Ce kiosque en bois a été détruit en 1909. Au cours de l'année 1954, la municipalité évoqua l'idée de construction d'un nouveau kiosque en béton, mais le projet fut vite abandonné.
Cette promenade a successivement été baptisée « cours du Peuple » puis « cours de la République » à son ouverture, « cours Impérial » et « cours Napoléon Ier » sous le Premier Empire, « cours Henri IV » après 1815, de nouveau « cours Napoléon » le 31 mars 1848, « cours de la République » après 1871, et enfin « cours Cambronne » depuis le 30 novembre 1936,.

## Bâtiments remarquables et lieux de mémoire
Seize immeubles donnant sur le cours Cambronne sont inscrits à l'inventaire des Monuments historiques, et dont, l'hôtel Scheult ou hôtel des Cariatides, est classé.
Ceux-ci se composent : d'un sous-sol (qui est le seul accès des bâtiments depuis le cours), d'un premier niveau sur terrasse, puis de deux étages à colonnes ioniques, et enfin d'un étage supérieur derrière une balustrade. Les entrées principales de ces immeubles se trouvent respectivement rue Gresset (côté nord) et rue de l'Héronnière (côté sud).
| Monument                     | Adresse                               | Coordonnées                        | Notice         | Protection | Date | Illustration                 |
| ---------------------------- | ------------------------------------- | ---------------------------------- | -------------- | ---------- | ---- | ---------------------------- |
| Immeuble sur cours Cambronne | 2 rue des Cadeniers                   | 47° 12′ 40″ nord, 1° 33′ 49″ ouest | « PA00108677 » | Inscrit    | 1949 | Immeuble sur cours Cambronne |
| Immeuble sur cours Cambronne | 3 place Graslin 11 rue Piron          | 47° 12′ 46″ nord, 1° 33′ 45″ ouest | « PA00108697 » | Inscrit    | 1949 | Immeuble sur cours Cambronne |
| Immeuble sur cours Cambronne | 1 rue Gresset                         | 47° 12′ 46″ nord, 1° 33′ 46″ ouest | « PA00108698 » | Inscrit    | 1949 | Immeuble sur cours Cambronne |
| Immeuble sur cours Cambronne | 3 rue Gresset                         | 47° 12′ 46″ nord, 1° 33′ 46″ ouest | « PA00108699 » | Inscrit    | 1949 | Immeuble sur cours Cambronne |
| Immeuble sur cours Cambronne | 5 rue Gresset                         | 47° 12′ 45″ nord, 1° 33′ 47″ ouest | « PA00108700 » | Inscrit    | 1949 | Immeuble sur cours Cambronne |
| Immeuble sur cours Cambronne | 7 rue Gresset                         | 47° 12′ 45″ nord, 1° 33′ 48″ ouest | « PA00108701 » | Inscrit    | 1949 | Immeuble sur cours Cambronne |
| Immeuble sur cours Cambronne | 9 rue Gresset                         | 47° 12′ 44″ nord, 1° 33′ 49″ ouest | « PA00108702 » | Inscrit    | 1949 | Immeuble sur cours Cambronne |
| Immeuble sur cours Cambronne | 11 rue Gresset                        | 47° 12′ 44″ nord, 1° 33′ 50″ ouest | « PA00108703 » | Inscrit    | 1949 | Immeuble sur cours Cambronne |
| Immeuble sur cours Cambronne | 13 rue Gresset                        | 47° 12′ 43″ nord, 1° 33′ 51″ ouest | « PA00108704 » | Inscrit    | 1949 | Immeuble sur cours Cambronne |
| Immeuble sur cours Cambronne | 15 rue Gresset                        | 47° 12′ 42″ nord, 1° 33′ 52″ ouest | « PA00108705 » | Inscrit    | 1949 | Immeuble sur cours Cambronne |
| Hôtel Scheult                | 8 rue de l'Héronnière Cours Cambronne | 47° 12′ 43″ nord, 1° 33′ 44″ ouest | « PA00108671 » | Classé     | 1976 | Hôtel Scheult                |
| Immeuble sur cours Cambronne | 10 rue de l'Héronnière                | 47° 12′ 43″ nord, 1° 33′ 45″ ouest | « PA00108711 » | Inscrit    | 1949 | Immeuble sur cours Cambronne |
| Immeuble sur cours Cambronne | 12 rue de l'Héronnière                | 47° 12′ 42″ nord, 1° 33′ 46″ ouest | « PA00108712 » | Inscrit    | 1949 | Immeuble sur cours Cambronne |
| Immeuble sur cours Cambronne | 14 rue de l'Héronnière                | 47° 12′ 41″ nord, 1° 33′ 46″ ouest | « PA00108713 » | Inscrit    | 1949 | Immeuble sur cours Cambronne |
| Immeuble sur cours Cambronne | 18 rue de l'Héronnière                | 47° 12′ 41″ nord, 1° 33′ 47″ ouest | « PA00108714 » | Inscrit    | 1949 | Immeuble sur cours Cambronne |
| Immeuble sur cours Cambronne | 20 rue de l'Héronnière                | 47° 12′ 40″ nord, 1° 33′ 48″ ouest | « PA00108715 » | Inscrit    | 1949 | Immeuble sur cours Cambronne |
| Immeuble sur cours Cambronne | 3 rue Piron                           | 47° 12′ 45″ nord, 1° 33′ 43″ ouest | « PA00108728 » | Inscrit    | 1949 | Immeuble sur cours Cambronne |

### Dans les arts
Le cours sert de décor pour une scène du film Cessez-le-feu d'Emmanuel Courcol, sorti en 2017.

Le photographe Patrick Garçon y a exposé sa série Nantes, Cité des Artistes en 2023 et 2024,